# TIBCO
TIBCO Software Inc. è una multinazionale americana con sede in California che produce soluzioni software per le aree dell'integrazione, dell’Analytics e della Data Management. Il suo software è utilizzato per gestire dati, processi e prendere decisioni informate da oltre 10.000 clienti nel mondo.
L'acronimo TIBCO sta per "The Information Bus Company".
I suoi prodotti sono usati in diversi ambiti applicativi, ma soprattutto in quelli complessi (per esempio bancari) dove esiste una grossa eterogeneità di componenti software, o delle analisi di dati complesse e articolate.
Nel giugno del 2022 Vista Equity Partners Management e Elliott Investment Management hanno annunciato di aver acquisito il controllo comune dell’insieme di TIBCO.

## Prodotti

### TIBCO Rendezvous
Sistema utilizzato per lo scambio dati, solitamente tra sistemi di diverso tipo, che fornisce una semantica di tipo "publish-subscribe" e "request-reply".
Nello specifico è utilizzato per la comunicazione tra database o linguaggi di programmazione sintatticamente diversi tra loro.

### TIBCO BusinessWorks
È un toolkit che permette lo sviluppo e la gestione di soluzioni applicative con componenti di Business Integration e Web service.

### TIBCO EMS
EMS (Enterprise Message Service) è un prodotto che implementa le specifiche JMS ed è utilizzato come bus al posto o associato a Rendezvous.
Il 28 aprile 2014 TIBCO ha annunciato l'acquisizione di JasperSoft, produttore di software per la reportistica e la Business Intelligence (BI).